# Miniszterelnökségi főegerész
A miniszterelnökségi főegerész (angolul: Chief Mouser to the Cabinet Office) hivatali tisztség az Egyesült Királyság miniszterelnöki rezidenciáján, a Downing Street 10. szám alatt. A tisztség jelenlegi betöltője Larry, egy cirmos-fehér tarka macska.

## Története
A hivatal története egészen a középkorig nyúlik vissza, a Downing Streeten (amely akkor a kincstárnok rezidenciája volt) már VIII. Henrik idejében is alkalmaztak macskákat. Feljegyezték, hogy az 1515-től hivatalban lévő lordkancellár, Wolsey bíboros bíráskodása során maga mellett tartotta macskáját. 1909-ben a hadügyminisztérium fizetési listáján is szerepelt egy Frilly nevű macska; miután elpusztult, kitömték és a Birodalmi Hadtörténeti Múzeum is kiállította.
A miniszterelnökségen 1929-ben A.E. Banham engedélyezte a „készpénzkasszából napi 1 penny elköltését egy hatékony macska eltartására”. 1932 áprilisában a heti javadalmazást 1 shilling 6 pennyre emelték. A 21. századra a főegerész eltartásának költsége évi 100 fontra nőtt. A macskák nem feltétlenül kötődnek a hivatalba lépő miniszterelnökök személyéhez, sőt ritka kivétel, ha a főegerész és a miniszterelnök hivatali ideje egybeesik. A tisztséget leghosszabb ideig – 18 évig – Wilberforce viselte, aki Edward Heath, Harold Wilson, Jim Callaghan és Margaret Thatcher miniszterelnököket is kiszolgálta.
Az 1997-ben hivatalba lépő Tony Blair felesége állítólag nem kedvelte a macskákat (bár a sajtóhíreszteléseket cáfolták, és közös képet is megjelentettek, amelyen sem Cherie Blair, sem Humphrey nem látszik túl boldognak), az aktuális főegerészt egészségügyi okokból nyugdíjazták, és a tisztséget ezután 10 évig nem töltötték be. 2007-ben Alistair Darling pénzügyminiszter beköltözésekor magával hozta saját macskáját, Sybilt, aki fél évre átvette az egerészi teendőket, de nem szokta meg új lakhelyét, ezért visszaköltöztették Edinburgh-ba.

## A jelenlegi főegerész
A főegerészi hivatal ezután betöltetlen maradt, míg 2011 januárjában patkányokat nem láttak a Downing Street 10. lépcsőjénél. Februárban David Cameron miniszterelnök és gyermekei maguk választottak ki a Battersea Dogs & Cats Home menhelyen egy cirmos-fehér, Larry nevű kandúrt.

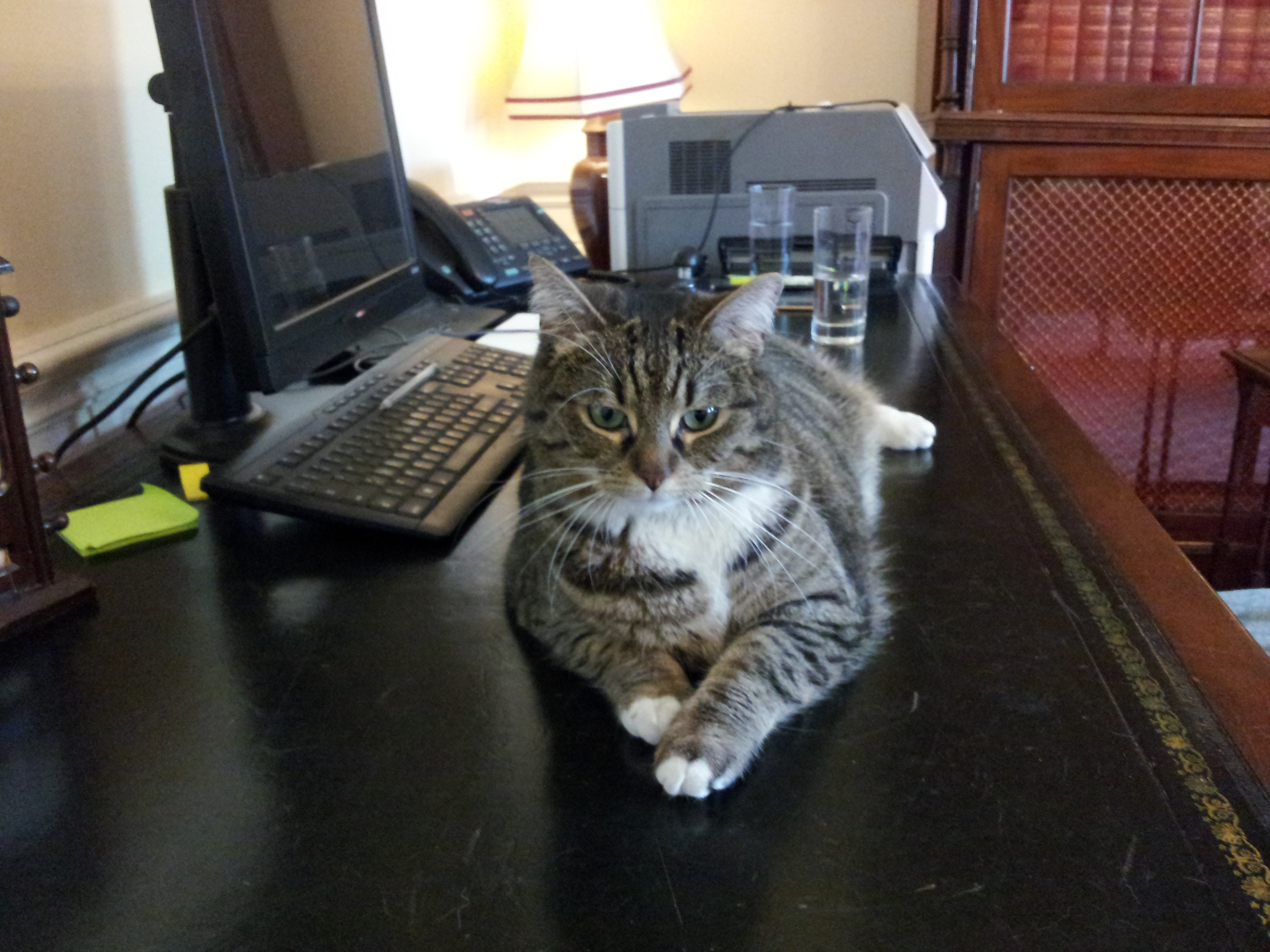
Freya sokszor elcsavargott, ezért vidékre költöztették

Larry nem váltotta be teljesen a hozzá fűzött reményeket: egerészi teendőinek nem mindig tett eleget. Miután David Cameron Larryt a székében találta, az irodában pedig egy egér mászkált, felfüggesztette főegerészi állásából. Állatbaráti okokból nem bocsátották el, hanem tisztségét 2012 szeptemberétől George Osborne pénzügyminiszter cirmos macskájával, Freyával kellett megosztania. Freya azonban sokszor elcsavargott, és 2014 augusztusában egy autó is meghorzsolta. Bár sérülései nem voltak súlyosak, Osborne-ék inkább vidékre költöztették, így azóta Larry ismét egyedüli viselője a miniszterelnökségi főegerészi hivatalnak.
2016 júliusában David Cameron távozott hivatalából, de Larry Theresa May alatt továbbra is betölti a főegerészi tisztséget. Szintén júliusban sajtóhírek szerint több alkalommal összeverekedett a külügyminisztériumi főegerésszel, Palmerstonnal.
2020 decemberében kamerák előtt támadott meg - hatáskörét túllépve - egy galambot, annak azonban sikerült kiszabadulnia a karmai közül.

## Főegerészek listája
| Név           | Hivatal kezdete | Hivatal vége | Miniszterelnökök                                                                            |
| ------------- | --------------- | ------------ | ------------------------------------------------------------------------------------------- |
| Treasury Bill | 1924            |              | Ramsay MacDonald                                                                            |
| Peter         | 1929            | 1946         | Stanley Baldwin, Ramsay MacDonald, Neville Chamberlain, Winston Churchill, Clement Attlee   |
| Munich Mouser | 1937–40         | 1943         | Neville Chamberlain, Winston Churchill                                                      |
| Nelson        | 1940-es évek    | 1940-es évek | Winston Churchill                                                                           |
| Peter         | 1941–46         | 1941–46      | Winston Churchill, Clement Attlee                                                           |
| Peter II      | 1946            | 1946         | Clement Attlee                                                                              |
| Peter III     | 1946            | 1964         | Clement Attlee, Winston Churchill, Robert Anthony Eden, Harold Macmillan, Alec Douglas-Home |
| Peta          | 1964            | kb. 1976     | Alec Douglas-Home, Harold Wilson, Edward Heath                                              |
| Wilberforce   | 1970            | 1988         | Edward Heath, Harold Wilson, Jim Callaghan, Margaret Thatcher                               |
| Humphrey      | 1989            | 1997         | Margaret Thatcher, John Major, Tony Blair                                                   |
| Sybil         | 2007            | 2009         | Gordon Brown                                                                                |
| Larry         | 2011            | hivatalban   | David Cameron, Theresa May Boris Johnson                                                    |
| Freya         | 2012            | 2014         | David Cameron, Theresa May Boris Johnson                                                    |

## Fordítás
- Ez a szócikk részben vagy egészben  a   Chief Mouser to the Cabinet Office című angol Wikipédia-szócikk ezen változatának fordításán alapul.  Az eredeti cikk szerkesztőit annak laptörténete sorolja fel. Ez a jelzés csupán a megfogalmazás eredetét és a szerzői jogokat jelzi, nem szolgál a cikkben szereplő információk forrásmegjelöléseként.